# 拉弗伊
拉弗伊（法語：La Feuillie，法語發音：[la fœji]）是法国滨海塞纳省的一个市镇，属于迪耶普区。

## 地理
拉弗伊（49°27'44"N, 1°30'50"E）面积39.76 平方千米，位于法国诺曼底大区滨海塞纳省，该省份为法国北部沿海省份，其西部及北部濒大西洋英吉利海峡，东起顺时针与索姆省、瓦兹省、厄尔省和卡爾瓦多斯省接壤。
与拉弗伊接壤的市镇（或旧市镇、城区）包括：弗里、弗勒里拉福雷、洛尔洛、勒特龙凯、贝藏库尔、拉艾、诺莱瓦勒。

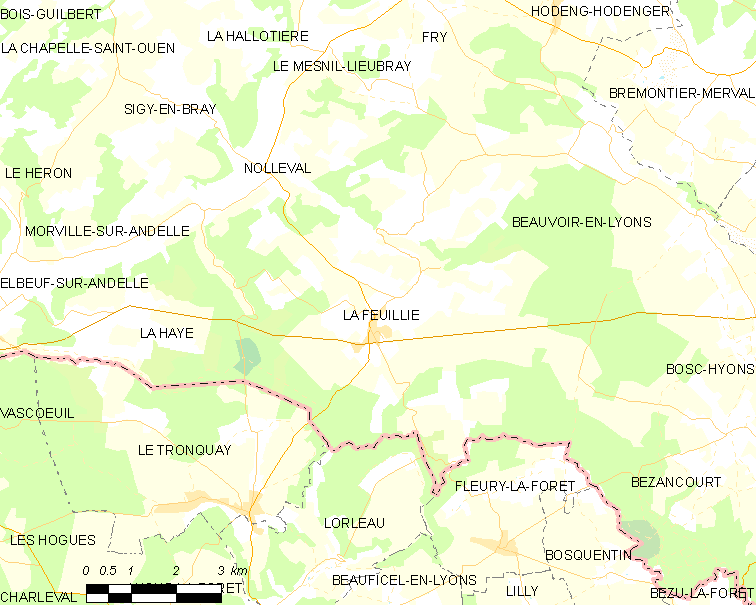
拉弗伊的OSM定位图

拉弗伊的时区为UTC+01:00、UTC+02:00（夏令时）。

## 行政
拉弗伊的邮政编码为76220，INSEE市镇编码为76263。

## 政治
拉弗伊所属的省级选区为布赖地区古尔奈县。

## 人口

1962-2008年间拉弗伊人口变化图示

拉弗伊于2022年1月1日时的人口数量为1245人。